# ロバート・アクセルロッド (声優)
ロバート・アクセルロッド（Robert Axelrod、1949年5月29日 - 2019年9月7日）は、アメリカ合衆国の男性声優、俳優。別名はアクセル・ロバーツ（Axel Roberts）。

## 人物
ニューヨークマンハッタン出身。ベイサイド高校を経てニューヨーク市立大学クイーンズ校にてマスコミュニケーションの学位を取得。アメリカン・アカデミー・オブ・ドラマティック・アーツロサンゼルス校や、キャシー・カルメンソン・ボイスセミナーで演技を学ぶ。
10代の頃からニューヨークで舞台とテレビCMを中心に活動。ミュージシャンとしても活動し、複数のバンドでベースを担当するが、役者業に専念する為、止めた。後にロサンゼルスに移住した。
SAG-AFTRA（映画俳優組合、米国テレビ・ラジオ芸能人組合）会員。

## 出演作品

### テレビアニメ
1984年
- 愛の若草物語（父親）
- Dr.スランプ アラレちゃん（パゴス）

1985年
- Little Miss（ナレーター）※アメリカ放送版
- ロボテック（リコ）※アクセル・ロバーツ名義
- ワンワン三銃士

1987年
- A Chucklewood Easter（ジョージ）

1988年
- ふしぎなコアラブリンキー

1989年
- のどか森の動物大作戦（ヤコブス）

1990年
- どんどんドメルとロン（ブラッキー）

1992年
- What's Up Mom?（ジョージ）

1994年
- Jin Jin and the Panda Patrol

1995年
- スパイダーマン（ライナス・リーバーマン/マイクロチップ）

1999年
- カウボーイビバップ（ドクター・ロンデス）※アクセル・ロバーツ名義
- デジモンアドベンチャー（ウィザーモン）
- ミッキーマウス ワークス（首なし騎手）

2000年
- デジモンアドベンチャー02（アルマジモン、シャッコウモン、アンキロモン）
- るろうに剣心 -明治剣客浪漫譚-（坂田、警官、警察官）

2001年
- THE ビッグオー（ダン・ダストン）
- トランスフォーマー・ロボッツ・イン・ディスガイズ（ムーバー）

2002年
- 風まかせ月影蘭

2003年
- ルパン三世 (TV第2シリーズ)（ハンター教授）

2004年
- はじめの一歩（八戸拳闘会の会長）

2005年
- サムライチャンプルー（老棋士）
- 攻殻機動隊 STAND ALONE COMPLEX（片倉）

### 劇場アニメ
1981年
- 世界名作童話 白鳥の湖（ハンス）

1983年
- The Smurfs and the Magic Flute（男）

1984年
- Katy Caterpillar（ギルバート）

1990年
- SF新世紀レンズマン（ソル）

1992年
- 迷宮物語（杉本勉）

1994年
- さらば宇宙戦艦ヤマト 愛の戦士たち（徳川彦左衛門）

1995年
- ルパン三世 ルパンVS複製人間（マモー）※ストリームライン版

2000年
- Digimon: The Movie[5]（ディグモン）

2001年
- AKIRA（島崎）※DVD版
- メトロポリス（ハム・エッグ）

2006年
- イノセンス（コガ、リン）※マンガ・エンターテイメント版

### OVA
- 機動戦士ガンダム 第08MS小隊（2001年、ガウの艦長）※アクセル・ロバーツ名義
- イース（2002年）
- ブラック・ジャック（2005年、弁護士）

### Webアニメ
2009年
- 明日のナージャ 英語版総集編（アーベル・ガイガー）
- 宇宙海賊キャプテンハーロック 英語版総集編
- 大空魔竜ガイキング 英語版総集編（ダリウス大帝）
- 北斗の拳 英語版総集編
- 惑星ロボ ダンガードA 英語版総集編

### 特撮
1993年
- パワーレンジャー（ - 1995年、フィニスターの声、ローカーの声、ロード・ゼッドの声、グー・フィッシュの声 他）

1995年
- パワーレンジャー（グランブル・ザ・エルフの声）
- パワーレンジャー・映画版（ロード・ゼッドの声）

1996年
- マイティ・モーフィン・エイリアンレンジャー（ロード・ゼッドの声、フィニスターの声）
  - パワーレンジャー・ジオ（ロード・ゼッドの声、フィニスターの声）

1997年
- ビートルボーグ・メタリックス（ピラニア・カーンの声）

1998年
- パワーレンジャー・イン・スペース（ロード・ゼッドの声）

1999年
- パワーレンジャー・ロスト・ギャラクシー（ミュータントラムの声）※ノンクレジット

2001年
- パワーレンジャー・タイムフォース（メカナウ人間体）

### 吹き替え
1988年
- スネーク・ターミネーター/蛇女は2度死ぬ

1989年
- A Child Called Jesus
- デモンズ3

1991年
- ニキータ

1992年
- ハロー・スペンサー（ - 1993年、エルマー）

1994年
- ゼイラム（神谷（螢雪次朗））

2017年
- 大怪獣バトル ウルトラ銀河伝説 THE MOVIE（ウルトラマンキング）

### テレビドラマ
1986年
- 世にも不思議なアメージング・ストーリー（フランク）

1995年
- 絹の疑惑 シルク・ストーキング（ウィリー）
- ファミリー・マター（ポール・マッカートニー）

1997年
- プロファイラー/犯罪心理分析官（患者）

1998年
- プロファイラー/犯罪心理分析官（ピザ屋の出前）

2012年
- Bite Me（ゾンビ）

2014年
- The Neighbors（プリンス・ジョージ）

### 映画
1986年
- 必殺マグナム（ホテルの職員）

1987年
- 殺しのナイフ（ラリー）※アクセル・ロバーツ名義
- バトルガンM‐16（レストランのオーナー）

1988年
- ブロブ/宇宙からの不明物体（ジェニングス）

1989年
- 禁じ手（警備員）
- フォートレス・オブ・アメリカ（セールスマン）

1990年
- ソルジャー・コップ 地獄のライバル（強盗）

1998年
- Fatal Pursuit　（ビリー）

1999年
- デッド・バッチ（フィリップ）

2001年
- ディープ・フリーズ（レニー）

2003年
- エクソシズム（ダーク・プリンス）
- みにくいアヒルの子（チェスター判事）

2004年
- ラスト・ショット（男）

2005年
- ゴッサム・カフェ（不気味な男）

2007年
- アナトリアン（クラブのオーナー）

2008年
- セーフティ・ファースト・ザ・ライズ・オブ・ウーマン（ナレーター）

2011年
- Frogtown（ベン）

2011年
- Monday Morning（ミッチ・カッツ）

2012年
- Tim and Eric's Billion Dollar Movie（本人役）

2014年
- The Vanquisher（アンドリュー・スペンサーの声）

### テレビ映画
- 不思議の国のアリス（1985年、蛙の召使い）
- ベイツ・モテル（1989年、シープスキンのセールスマン）

### オリジナルビデオ
- ファット・ザ・ムービー（2003年、ミニスター）

### 舞台
- パワーレンジャー・ワールド・ツアー・ライブ・オン・ステージ（1995年 - 1996年、ロード・ゼッドの声）

### その他
- Anime Expo2009（イベントゲスト）
- ストレンジャー・イン・モスクワミュージックビデオ（ホームレス）

## 参加作品

### テレビアニメ（スタッフ）
1988年
- グリム名作劇場（台本）

1989年
- げらげらブース物語（台本）
- のどか森の動物大作戦（ボイスディレクター）

1991年
- キャッ党忍伝てやんでえ（台本）

1992年
- 樫の木モック（台本）

1994年
- 夢の星のボタンノーズ（台本）

1997年
- 愛と勇気のピッグガール とんでぶーりん（台本脚色）

### 特撮（スタッフ）
- パワーレンジャー（1993年、アディショナル・ダイアローグ（第40話まで））

### オリジナルビデオ（スタッフ）
- ファット・ザ・ムービー（1991年、脚本）